# Mohamed Rabah Ghrib
Mohamed Rabah Ghrib (en arabe : محمد رابح غريب) ou Rabah Ghrib est un footballeur international algérien né le 24 janvier 1955 à Alger. Il évoluait au poste de milieu central.

## Biographie

### En club
Mohamed Rabah Ghrib évoluait en première division algérienne avec les clubs du JH El Djazaïr et au MC Alger.
Depuis 1995 il vit en France ou il est chargé du recrutement des jeunes joueurs du FC Metz.

### En équipe nationale
Mohamed Rabah Ghrib reçoit sept sélections avec l'équipe d'Algérie entre 1980 et 1982.

## Palmarès
| MC Alger - Coupe d'Algérie (1) : - Vainqueur : 1982-83. |  | JH El Djazaïr - Coupe d'Algérie (1) : - Vainqueur : 1981-82. |